# Barcin
Barcin (udtale: [ˈbart͡ɕin])  er en by i det nordlige, centrale Polen, i  voivodskabet Kujawsko-pomorskie  og har 7.179(2021) indbyggere, og et areal på 3,7 km².  Den er  en del af powiat (amt) Żnin.

## Historie
Barcin blev grundlagt i det 12. århundrede, da det var en del af det Piast-regerede Polen. I 1472 blev det tildelt stadsret, som etablerede lokale markeder. I de følgende århundreder var den administrativt beliggende i Kcynia-amtet i Kalisz-voivodskabet i Provinsen Storpolen i  Kongeriget Polens krone.